# Lissopogonini
De Lissopogonini zijn een tribus van de loopkeverfamilie (Carabidae). De wetenschappelijke naam is voor het eerst geldig gepubliceerd in 1999 door Zamotajlov.

## Geslachten
- Lissopogonus Andrewes, 1923